# Borolia subrosea
Borolia subrosea là một loài bướm đêm trong họ Noctuidae.